# Budell gruixut
El budell gruixut, intestí gruixut,  intestí cras (del llatí intestinum crassum) és el darrer tros de l'aparell digestiu en els vertebrats. La seva funció és absorbir l'aigua dels residus alimentaris no digeribles, per a la seva posterior expulsió del cos. Està format pel cec i pel còlon, i s'inicia a la regió ilíaca de la pelvis, a l'altura o just per sota de la cintura, on s'uneix amb la part inferior de l'intestí prim. D'aquí, continua fins a l'abdomen, travessa transversalment la cavitat abdominal i, a continuació, es dirigeix cap avall fins a arribar al punt final, que és l'anus. Té una longitud aproximada d'un metre i mig, representa una cinquena part de la longitud total del budell humà. En casos de dolicocòlon congènit, la mida és més grossa i poden existir variacions estructurals de complexitat variable en totes o en alguna de les parts que té.
Els pocs nutrients que no han estat digerits prèviament a l'intestí prim, i part de l'aigua, passen al budell gruixut a través de la vàlvula ileocecal, un anell muscular que impedeix que els aliments retornin a l'intestí prim. L'intestí gruixut ha de menester de 10 a 12 hores per a acabar la resta del procés. En aquesta fase, els aliments ja no es processen més; el budell gruixut simplement absorbeix les vitamines creades pels bacteris que habiten al còlon i l'aigua restant, la qual cosa compacta la matèria fecal, la qual es va emmagatzemant al recte fins que serà expulsada amb la defecació.
La diferència més òbvia amb l'intestí prim és que és més ample i que presenta una capa muscular longitudinal que es redueix a tres estructures en forma de corretja, d'uns 5 mil·límetres d'amplada, conegudes com a taeniae coli, que comencen a la base de l'apèndix i van del cec fins al recte. La capa mucosa de la paret és formada per epiteli columnar simple i, en comptes de tenir les vellositats del budell prim, el gruixut presenta criptes intestinals. Tot i que tots dos intestins tenen cèl·lules en forma de calze, a l'intestí gruixut n'hi ha més. La serosa externa és una altra capa molt prima de teixit connectiu que continua focalment amb el peritoneu.
L'apèndix, que és unit a la superfície posteromedial de l'intestí gruixut, conté masses de teixit limfoide amb una activitat immunològica similar a la de les plaques de Peyer del budell prim. L'apendicitis és el resultat d'un blocatge que atrapa material infectat en la cavitat, però l'apèndix, si cal, es pot extirpar sense cap perill ni conseqüència per al pacient, car és una estructura vestigial (un romanent de l'evolució) i no tenir-ne avui dia no altera significativament la funció digestiva.

## Estructura

Localització de l'intestí gros a l'abdomen

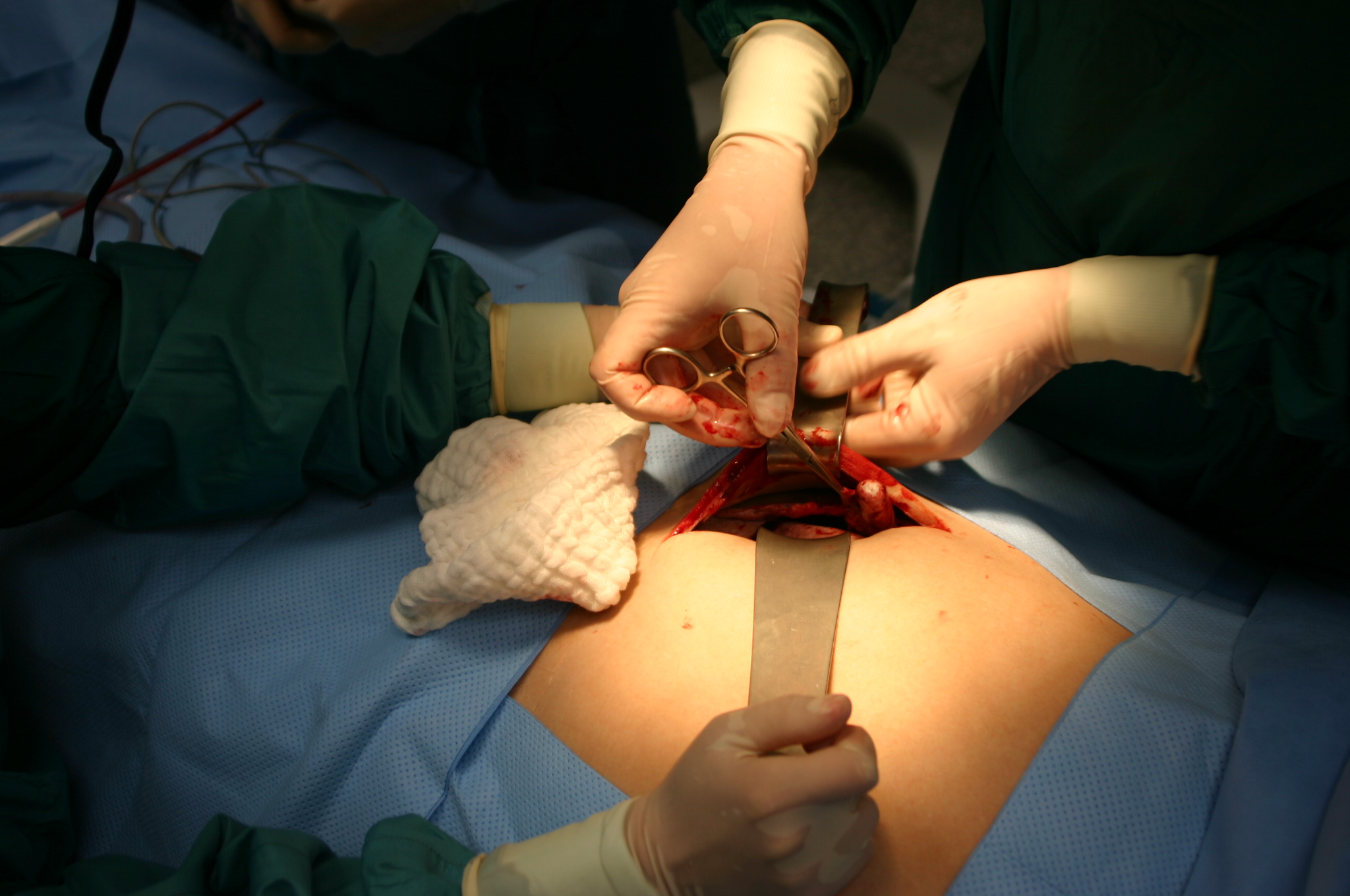
Apèndix vermiforme

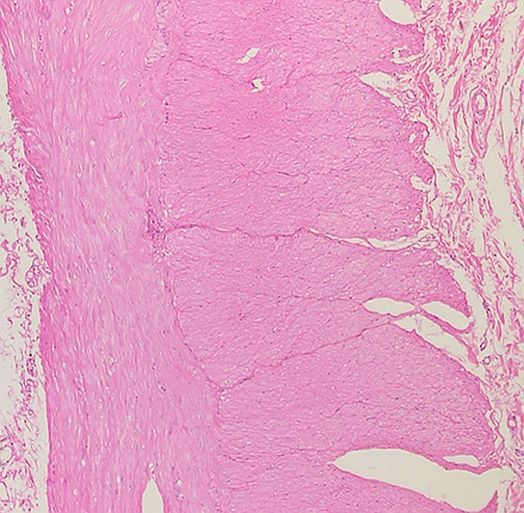
Secció de la paret colònica. Microscopi òptic. 40X. Tinció d'HE.

El budell gruixut és un tub buit i allargat d'aproximadament un metre i mig de llarg, amb mobilitat peristàltica gràcies a la seva musculatura llisa, i que és format pel cec, el còlon, el recte i el canal anal. L'intestí prim s'uneix a l'intestí gruixut a l'abdomen inferior dret a través de la papil·la ileal.
El còlon consta de quatre seccions:
- Còlon ascendent. És la primera secció i comença a l'àrea d'unió amb l'intestí prim. El còlon ascendent s'adreça cap amunt pel costat dret de l'abdomen i té una longitud d'uns 20 a 25 cm.
- Còlon transvers. És la segona secció i s'estén de banda a banda de l'abdomen, del costat dret cap al costat esquerre. Els dos extrems formen dos replecs que s'anomenen replec còlic dret (la unió del còlon ascendent amb el còlon transvers) i replec còlic esquerre (la unió del còlon transvers amb el colon descendent).
- Còlon descendent. És la tercera secció i tira cap avall pel costat esquerre.
- Còlon sigmoide o sigma. És la quarta secció (i s'anomena així per la forma de la lletra 's'). El còlon sigmoide s'uneix al recte, i aquest desemboca al canal anal.

El budell gruixut procedeix embriològicament de la part de la nansa intestinal primitiva, que té un menor nombre de replecs. En completar l'intestí a la desena setmana de gestació un gir positiu de 270° (contrari a les agulles del rellotge) al voltant de l'eix de l'artèria mesentèrica superior, el començament de l'intestí gros se situa a la fossa ilíaca dreta de forma definitiva. Tenint en compte que existeix un punt fix, la cloaca primitiva —que posteriorment originarà l'anus— el trajecte que fa l'intestí primitiu dibuixa perfectament el futur marc còlic de l'adult. El marc còlic enquadra les nanses del jejú i l'ili, que tenen una situació inframesocòlica.

### Parts de l'intestí gros
- Cec i papil·la ileal. El cec és la primera porció de l'intestí cras.[12] És gairebé sempre intraperitoneal. En la seva continuació a còlon ascendent, passa d'intraperitoneal a retroperitoneal. Per això es formen uns recessos per a arrancar el mesoapèndix i la unió ileocecal. La papil·la ileal és en el lloc pel qual l'ili terminal condueix al cec. Aquest junyent es fa per mitjà d'una obertura longitudinal envoltada de múscul circular (el longitudinal continua directament amb el còlon ascendent i el cec). Té la funció, possiblement, de retardar el progrés del contingut intestinal cap a l'intestí cras.

- Apèndix vermiforme. És un diverticle o òrgan vestigial que apareix a l'intestí gros, en el sector del cec, molt infiltrat per cèl·lules limfoides. Té una longitud és variable, de 2 a 15 centímetres, i com a mitjana uns 9 centímetres, així com la seva posició a l'abdomen, que és ventromedial, el cec, retrocecal, subhepàtic, etc. Que depèn en gran manera de l'amplitud del mesoapèndix. És de gran interès diagnòstic per la freqüència amb què s'inflama, tot provocant l'apendicitis aguda[13] i si en vessa el contingut a la cavitat abdominal, es transforma en una peritonitis. No té funcions digestives conegudes, encara que és un lloc on es compleixen respostes immunitàries.
- Còlon ascendent. Va del cec fins a la flexura còlica dreta (impressió còlic a la cara inferior del fetge, formant el lligament hepatocòlic). Es relaciona amb les nanses d'intestí prim, el ronyó dret, i porció descendent del duodè, a més de les estructures musculars de la paret posterior: psoes, quadrat lumbar, transvers de l'abdomen i els nervis femorals,[14] cutani femoral lateral,[15] iliohipogàstric, ilioinguinal i genitofemoral. Els vasos gonadals, l'artèria ilíaca interna i l'os ilíac completen les relacions.
- Còlon transvers. Va de la flexura còlica dreta a la flexura còlica esquerra, retingut pel mesocòlon transvers. La seva vora d'inserció passa al llarg del cap i cos del pàncrees. La seva fusió amb l'oment major en determina les relacions anatòmiques: fetge, estómac, porció descendent del duodè, pàncrees, borsa omental, melsa. Un replegament de peritoneu, el lligament frenocòlic uneix el diafragma amb la flexura còlica esquerra.
- Còlon descendent i sigmoide. Té unes relacions molt semblants a les del còlon ascendent pel que fa a la paret abdominal. Progressivament s'inclina cap a la línia mitjana per a continuar amb el còlon sigmoide, que dibuixa una lletra 's' abans de continuar amb el recte a l'altura de la vèrtebra S3. El còlon sigmoide té el mesocòlon amb vèrtex cap a la bifurcació de l'artèria ilíaca comuna esquerra. D'aquí es bifurca en dues parts per a cadascuna dels revolts del còlon sigmoide. El mesocòlon sigmoide es relaciona per darrere amb òrgans de la cavitat pelviana, l'urèter, el múscul piriforme i l'artèria ilíaca interna.[16]

## Desenvolupament
L'intestí gruixut comença a desenvolupar-se a la fase inicial de la gestació. El seu ritme de creixement és bastant lineal. Assoleix una mida de 5 cm a la dotzena setmana de prenyat, 10 cm a la catorzena, 15 cm a la dissetena i 20 cm a la vintena, i continua creixent fins a una mida mitjana de 66 cm en el moment del naixement, moment en el qual la seva amplada mitjana és d'1,7 cm al cec i 1,0 cm a la resta. Entre el naixement i l'edat adulta, el budell gruixut creix fins a mesurar uns 180 cm i les criptes de Lieberkühn (que s'encarreguen de secretar enzims digestius) augmenten de mida i, sobretot, de nombre.

## Patologia

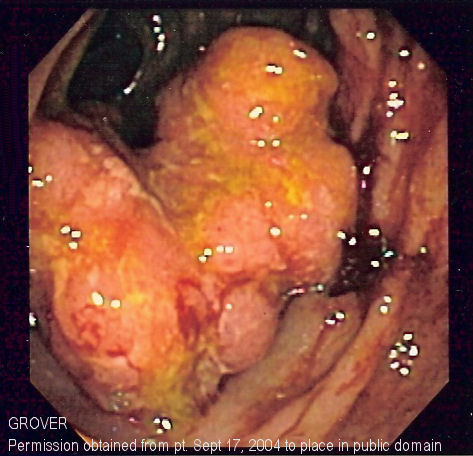
Imatge endoscòpica d'un càncer de còlon detectat al còlon sigmoide en una colonoscòpia de triatge per la malaltia de Crohn.

L'intestí gruixut es pot veure afectat per moltes menes diferents de malalties i trastorns que es classifiquen en diversos grups.
Una primera categoria és la de les malalties inflamatòries intestinals, que consisteixen principalment en la malaltia de Crohn i la colitis ulcerosa. Aquests trastorns són provocats per una sobrereacció immunitària envers microorganismes naturalment presents a l'intestí (microbiota intestinal). Tot i tenir característiques, símptomes i localitzacions diferents, la malaltia de Crohn i la colitis ulcerosa s'assemblen molt. Fins i tot hi ha ha científics que consideren que, en realitat, són dues formes d'una mateixa malaltia (tot i que no és, ni de bon tros, la teoria més acceptada). Durant molt de temps es va pensar que les malalties inflamatòries intestinals eren la conseqüència d'una disfunció immunitària idiopàtica, però de mitjans de la dècada del 2000 el consens ha estat que la causa és un o més patògens encara no identificats que, en infectar individus susceptibles, provoquen una resposta immunitària que s'autoperpetua. Alguns dels candidats són Mycobacterium avis paratuberculosis (que provoca una malaltia similar en el bestiar boví), una variant adherent-invasiva de l'escheríchia coli, Listeria monocytogenes, Campylobacter jejuni, Yersinia enterocolitica, la salmonel·la, o paràsits unicel·lulars.
Els càncers del budell gruixut es coneixen amb el nom genèric de «càncer colorectal», tot i que hi ha una sèrie de diferències entre el càncer de còlon i el càncer rectal. De fet, sembla que també hi ha diferències significatives entre els càncers del còlon dret i els del còlon esquerre, cosa que ha dut alguns investigadors a afirmar que, en realitat, són dues patologies distintes.
El càncer colorectal és el tercer càncer que mata més gent al món, després del càncer de pulmó i el càncer de mama. Això es deu, no pas a la seva mortalitat relativament moderada, sinó a la seva alta incidència en la població. Aquest tumor és un dels tres més comuns a la majoria de països desenvolupats, cosa que fa que mati més gent que altres càncers més letals, però menys comuns.
Una de les coses que fan que el càncer colorectal mati tanta gent és que sovint és diagnosticat quan la malaltia ja és avançada. Com molts altres càncers, no sol donar símptomes fins que ja ha metastatitzat i és incurable en la gran majoria de casos. Les autoritats sanitàries han endegat campanyes de sensibilització sobre la importància que les poblacions d'alt risc de càncer colorectal (gent de més de 45 anys, gent amb antecedents d'aquest càncer a la família, gent amb certes mutacions genètiques i gent que pateix de malalties inflamatòries intestinals de fa molts anys) es facin proves de diagnòstic periòdicament per tal de detectar qualsevol tumor abans que s'hagi escampat. Part d'aquesta feina de sensibilització s'ha concentrat a fer entendre a la gent que no s'ha d'esperar a tenir símptomes, ja que aleshores sovint és massa tard. Les proves més emprades per a detectar el càncer colorectal són la prova de detecció de sang en femta (més barata i fàcil de fer, però menys eficaç) i la colonoscòpia, que és l'estàndard de referència per al diagnòstic d'aquest tumor.
Els tumors carcinoides originats en les cèl·lules caliciformes colòniques són molt rars.
Altres malalties de l'intestí gruixut:
- Restrenyiment[37]
- Diverticulosi
- Diverticulitis
- Colitis pseudomembranosa per Clostridium difficile[38]
- Megacòlon tòxic[39]
- Oclusió intestinal[40]
- Perforació intestinal
- Malaltia de Hirschsprung
- Síndrome de Chilaiditi[41]

En alguns casos, les malalties es poden guarir o alleujar per mitjà d'una laparoscòpia. En altres, cal efectuar una colectomia o una hemicolectomia, intervencions quirúrgiques més complexes que impliquen l'extirpació de la totalitat o la meitat del còlon, respectivament. Els humans poden viure sense còlon, però sovint han de menester un estoma i tenen complicacions com ara diarrea crònica.

## Procediments diagnòstics

### Colonoscòpia
La colonoscòpia és un procediment diagnòstic i terapèutic que consisteix en la introducció d'un colonoscopi amb una càmera per l'anus, després d'haver inflat l'intestí amb aire per a facilitar-ne la visualització. Normalment, l'endoscopi pot recórrer tot l'intestí gruixut i fins i tot penetrar a l'ili terminal, tot i que no sempre és possible amb els pacients que tenen certes malalties. Gràcies a la càmera, el gastroenteròleg pot examinar l'interior del budell i, si cal, prendre'n mostres per a una posterior anàlisi anatomopatològic o extirpar pòlips.
Tot i que la colonoscòpia requereix que el pacient es prepari seguint una dieta pobra en fibra durant els dies anteriors al procediment, i que prengui laxatius el dia abans i el dia mateix de la colonoscòpia, és considerada la millor opció, ja que és el procediment més fiable i versàtil de què es disposa actualment per a explorar l'intestí.

### Colonoscòpia virtual
La colonoscòpia virtual és una forma més moderna de colonoscòpia que no necessita endoscopi, sinó que es basa en l'ús de raigs X (de manera similar a les tomografies computades). El pacient ha de seguir la mateixa preparació que amb una colonoscòpia normal, però com que no s'introdueix cap endoscopi, esdevé innecessària l'administració d'anestèsia. A més a més de facilitar la recuperació del pacient, això redueix els riscos del procediment, ja que part de les complicacions es deuen a reaccions adverses al producte anestèsic. Tanmateix, molts gastroenteròlegs consideren que la colonoscòpia virtual és inferior a la colonoscòpia convencional, ja que el pacient rep una dosi no negligible de radiació ionitzant i, a més a més, no permet ni la presa de mostres ni l'extirpació de pòlips. Així doncs, si el metge veu alguna cosa que ho justifiqui, el pacient haurà de fer-se una colonoscòpia convencional de totes maneres.

## Microbiota

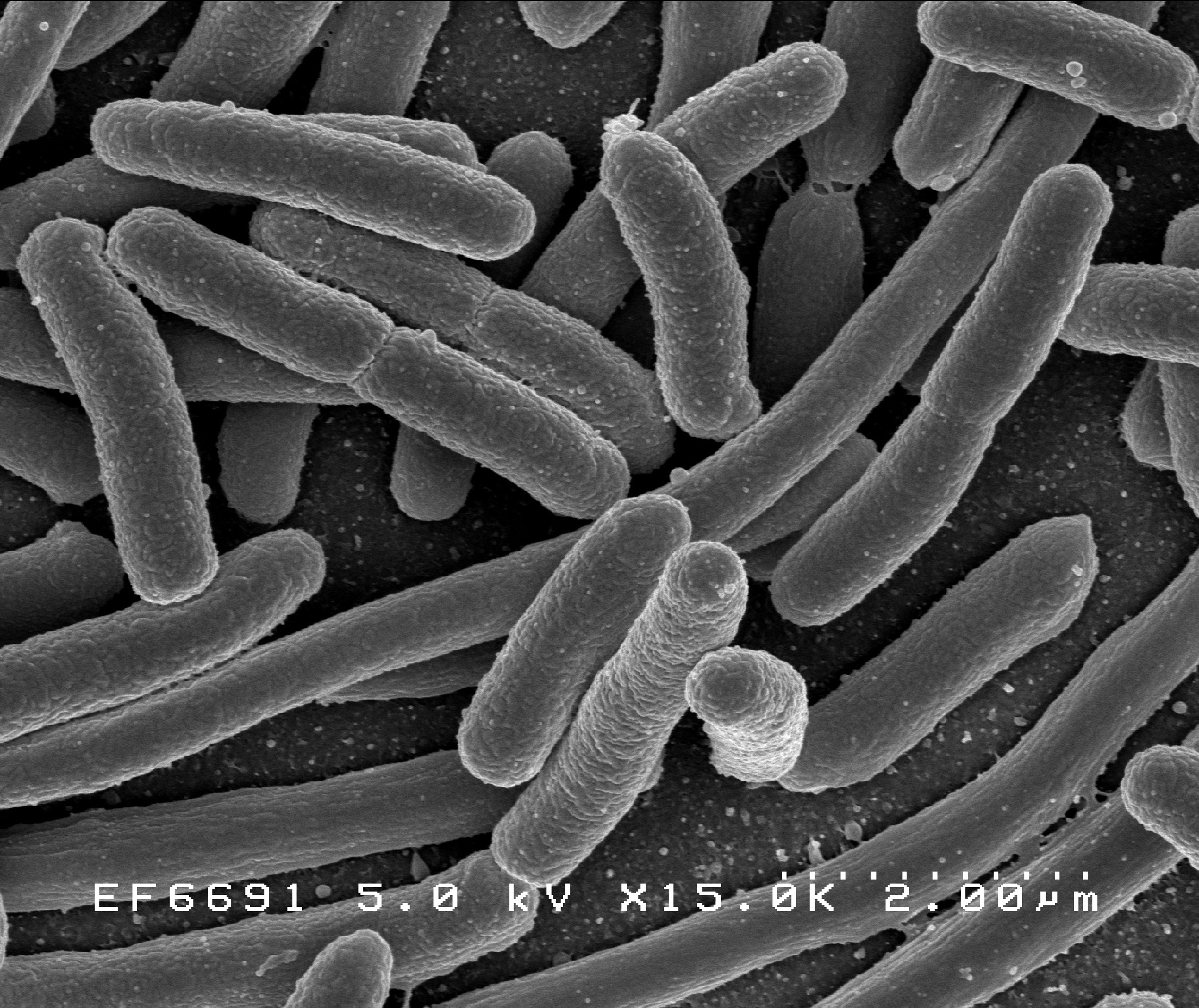
El colibacil (Escherichia coli) és una de les moltes espècies de bacteris que colonitzen l'intestí humà.

En el budell gruixut hi ha més de 700 espècies de bacteris que tenen moltes funcions.
L'intestí gruixut absorbeix alguns dels productes que elaboren els bacteris que habiten aquesta zona. Els polisacàrids no digerits (fibra) són metabolitzats en una cadena curta d'àcids grassos pels bacteris en el budell gruixut i absorbits per transport passiu. L'hidrogencarbonat que secreta l'intestí gruixut ajuda a neutralitzar l'acidesa resultant de la formació d'aquests àcids grassos.
Aquests bacteris també produeixen grans quantitats de vitamines, especialment vitamina K i biotina (una vitamina B), per l'absorció a la sang. Tot i que aquesta font de vitamines, en general, ofereix només una petita part de les necessitats diàries, fa una contribució significativa quan la ingestió de vitamines és baixa. Un individu que depèn de l'absorció de vitamines formades pels bacteris a l'intestí gros pot arribar a ser-ne deficient si és tractat amb antibiòtics que inhibeixen altres espècies de bacteris, així com els bacteris causants de malalties.
Uns altres productes bacterians són gasos, una barreja de nitrogen i diòxid de carboni, amb petites quantitats d'hidrogen, metà i sulfur d'hidrogen. La fermentació bacteriana de polisacàrids sense digerir produeix aquests darrers components. El gas de l'intestí origina flatulències i l'excés contribueix al desenvolupament de quadres d'inflor abdominal.
La microbiota normal també és essencial en el desenvolupament de certs teixits especialitzats, com ara el limfoide de la porció superior del cec.
També estan implicats en la producció d'anticossos de reactivitat creuada. Aquests són els anticossos produïts pel sistema immunitari contra la microbiota normal, que són també eficaços contra els patògens relacionats, els quals prevenen la infecció o la invasió.
Els bacteris més corrents són els bacteroides, que han estat implicats en l'origen de la colitis i del càncer de còlon. Els bifidobacteris són també abundants, i sovint es descriuen com 'bacteris amistosos'.
Una capa de mucositat protegeix el budell gruixut dels atacs de comensalisme de còlon.

## En altres animals
L'intestí gros és força diferent només als tetràpodes, en els quals està gairebé sempre separat de l'intestí prim per una vàlvula ileocecal. A la majoria dels vertebrats, però, és una estructura relativament curta que connecta directament a l'anus, encara que notablement més ample que l'intestí prim. Encara que el cec és present a la majoria d'amniotes, només als mamífers la resta de l'intestí gros es desenvolupa com un veritable còlon
En alguns mamífers petits, el còlon és recte, com ho és als tetràpodes, però, a la majoria de les espècies de mamífers, es divideix en porcions ascendent i descendent, mentre que el còlon transvers diferent està típicament present només als primats. No obstant això, les taeniae coli no es troben en carnívors ni remugants. El recte dels mamífers (que no siguin monotremes) es deriva de la cloaca d'altres vertebrats, i és, per tant, no realment homòleg amb el "recte" que es troba en aquestes espècies.
La morfologia de l'intestí gros està directament relacionada amb la dieta dels animals. Els herbívors purs, com per exemple les llebres, els ases i els coales, tenen un intestí gros llarg i complex, que els permet aprofitar la fermentació bacteriana per extreure el màxim possible de, material vegetal pobre en nutrients. Els carnívors purs, en canvi, tenen un intestí gros molt més curt i senzill, ja que la carn es podreix molt més ràpidament que les plantes i, per tant, cal que passi ràpidament pel tracte digestiu. Els animals omnívors (com els humans) tenen formes intermèdies, que s'assemblen més a les dels herbívors o carnívors segons quin sigui l'element preponderant de la seva dieta.
Als peixos, no hi ha un veritable intestí gros, sinó simplement un recte curt que connecta l'extrem de la part digestiva de l'intestí a la cloaca. Als taurons, inclou una glàndula rectal que segrega sal per ajudar l'animal a mantenir un equilibri osmòtic amb l'aigua de mar. La glàndula s'assembla una mica a un cec en l'estructura, però no és una estructura homòloga.

## Ús alimentari
Gairebé tot el tracte intestinal d'alguns animals és susceptible d'aprofitar-se com a matèria primera per a preparats alimentaris o plats cuinats. Com a exemples hi ha els menuts, que es cuinen tallats a trossos. Els budells naturals utilitzats en l'elaboració d'embotits procedeixen dels intestins dels animals de raça bovina, cabruna, porquina i en ocasions equina. Tots dos tipus fonamentals d'intestí, prim i gros, són emprats per fabricar budell per embotir (també anomenat tripa). El processament dels intestins varia segons l'anatomia interna i externa d'aquests. Igual que la resta de tub digestiu l'intestí gros està format, d'interior a exterior, per una mucosa, submucosa, capa muscular i capa adventícia (unió amb altres òrgans). Sempre hi ha un rentat de les restes digestives o fecals. De vegades hi ha tractaments tèrmics i químics, com ara l'escaldat, refrigerat, la immersió amb solucions àcides o salines (salmorres). Els tractaments poden incloure l'eliminació de restes de teixit greixós, d'eliminació de capes mucoses i submucoses o eliminació de capes musculars. La mínima i més prima capa que s'aconsegueix és la capa epitelial rica en col·lagen.